# Línea Karasuma
La línea Karasuma (烏丸線 Karasuma-sen?), perteneciente al Metro de Kioto, conecta las estaciones de Kokusaikaikan y de Takeda. Se encuentra íntegramente en la ciudad de Kioto. Su símbolo alfabético es K.
El servicio ferroviario de esta línea se extiende más allá de Takeda, por la línea Kioto de Kintetsu hasta la estación de Shin-Tanabe, ubicada en la ciudad de Kyōtanabe, prefectura de Kioto. Por la línea Karasuma también circula un servicio exprés hasta la estación de Nara Kintetsu, prefectura de Nara. Por otra parte, es la quinta línea de metro más utilizada en la región de Kansai.

## Historia
Las obras de construcción de la línea Karasuma empezaron en 1974 y el servicio fue puesto en marcha en 1981 entre Kitaōji y Kioto y,posteriormente, en 1988 la línea se amplió hasta Takeda y quedó enlazada con las líneas de Kintetsu. Posteriormente, durante los años 90 la línea se fue ampliando hasta alcanzar su configuración actual en 1997 con su extensión hasta Kokusaikaikan. En el año 2000, comenzó el servicio exprés de Kintetsu que llega hasta Nara.

## Material móvil
Propiedad del Metro de Kioto
- Serie 10 del Metro de Kioto: Presta servicio hasta la estación de Shin-Tanabe de Kintetsu
- Serie 20 del Metro de Kioto: Entraron en servicio en 2022.[7]

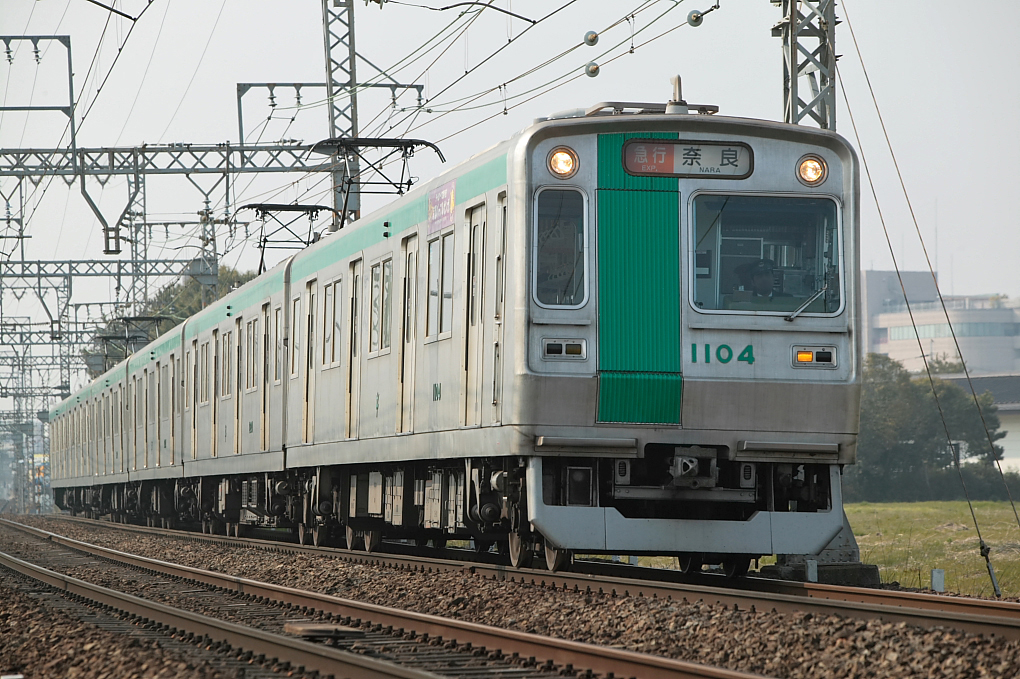
Serie 10
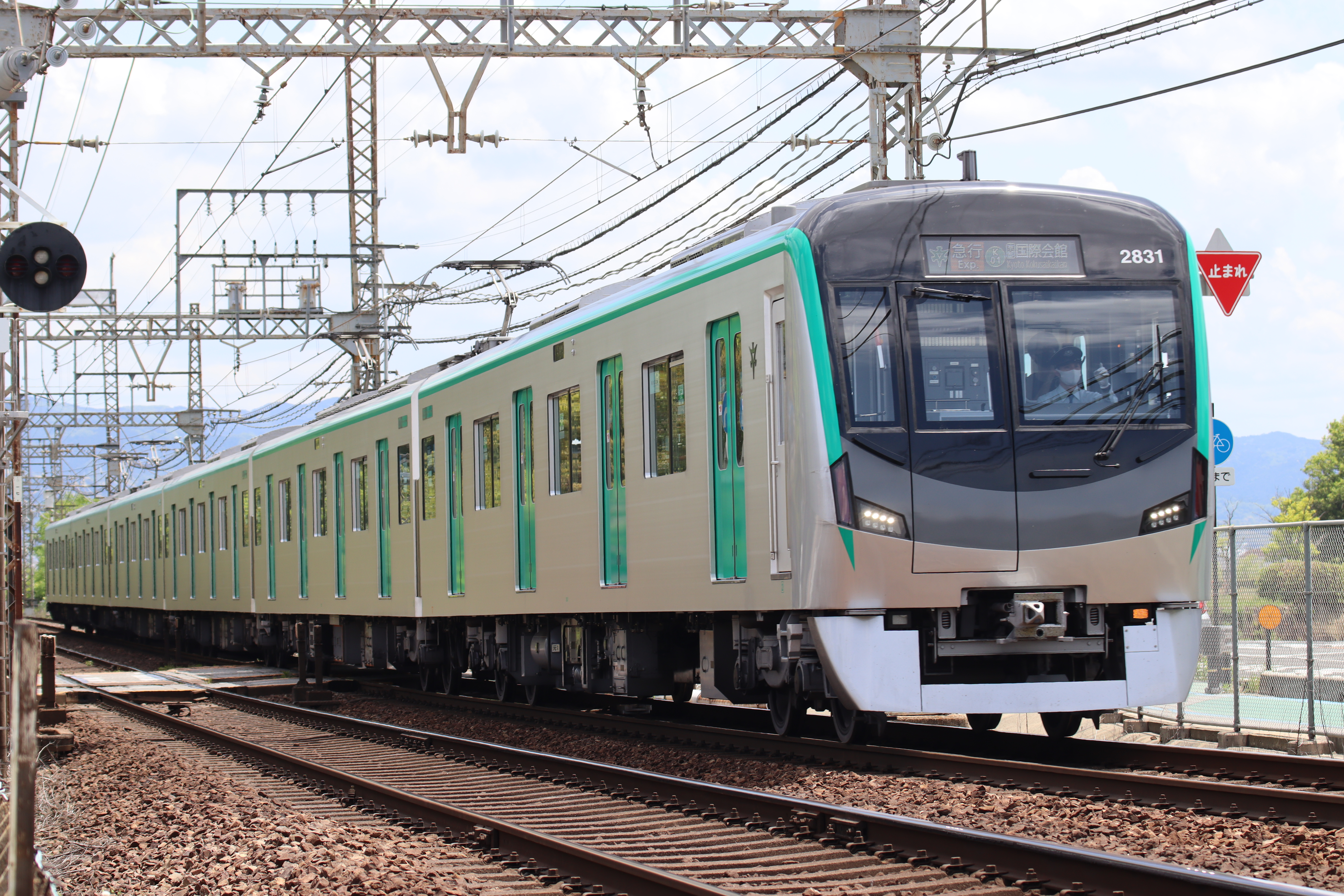
Serie 20

Material de líneas que enlazan con la línea Karasuma
Propiedad de Kintetsu

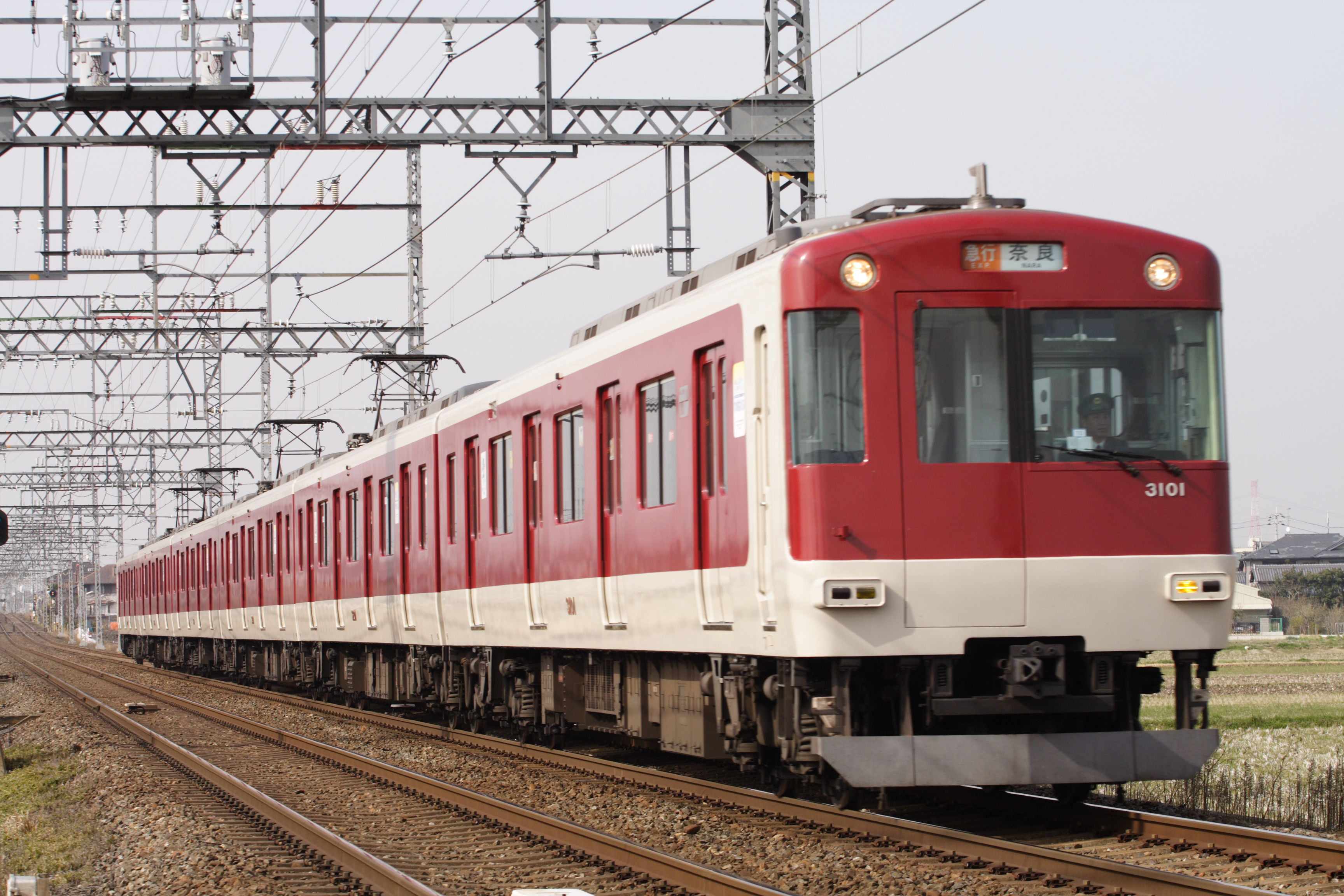
Serie 3200 de Kintetsu
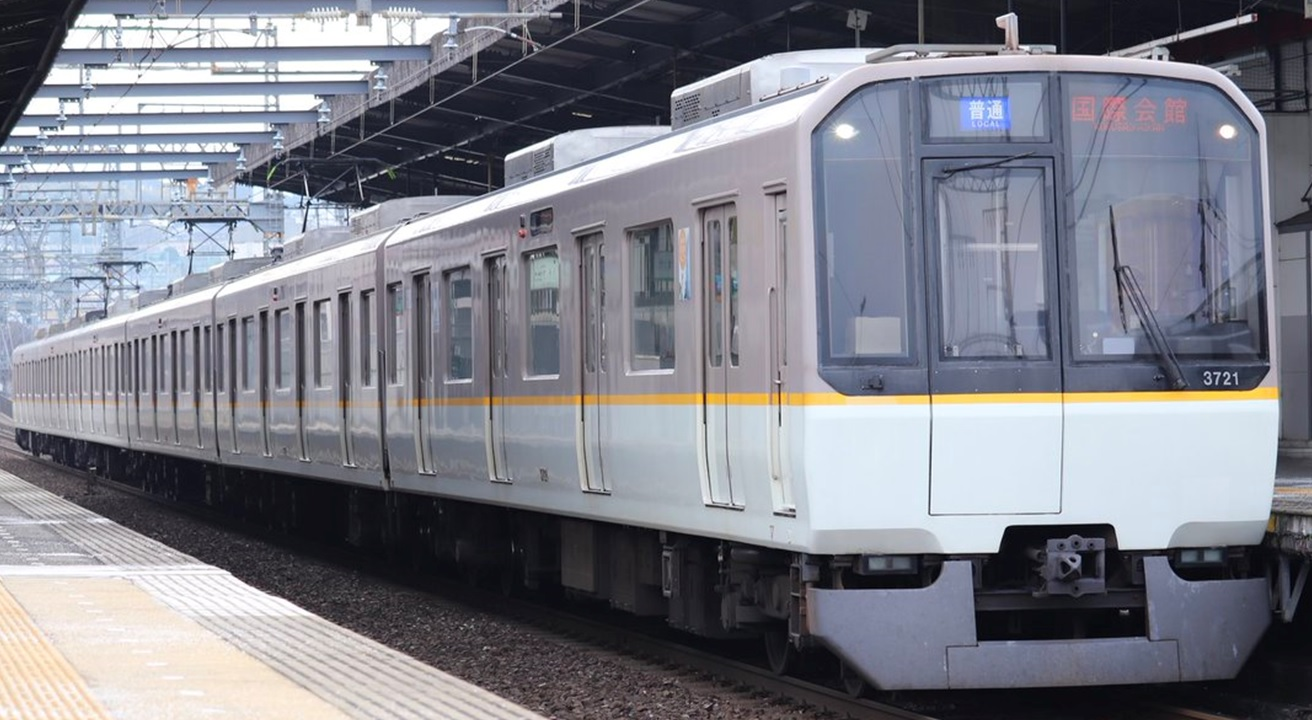
Serie 3220 de Kintetsu

- Serie 3200 de Kintetsu
- Serie 3220 de Kintetsu

## Estaciones
| Código                            | Estación                          | Correspondencia                                                                   | Distrito                                                                          |
| --------------------------------- | --------------------------------- | --------------------------------------------------------------------------------- | --------------------------------------------------------------------------------- |
| K01                               | Kokusaikaikan                     |                                                                                   | Sakyō-ku                                                                          |
| K02                               | Matsugasaki                       |                                                                                   | Sakyō-ku                                                                          |
| K03                               | Kitayama                          |                                                                                   | Kita-ku                                                                           |
| K04                               | Kitaōji                           |                                                                                   | Kita-ku                                                                           |
| K05                               | Kuramaguchi                       |                                                                                   | Kamikyō-ku                                                                        |
| K06                               | Imadegawa                         |                                                                                   | Kamikyō-ku                                                                        |
| K07                               | Marutamachi                       |                                                                                   | Nakagyō-ku                                                                        |
| K08                               | Karasuma Oike                     |                                                                                   | Nakagyō-ku                                                                        |
| K09                               | Shijō                             |                                                                                   | Shimogyō-ku                                                                       |
| K10                               | Gojō                              |                                                                                   | Shimogyō-ku                                                                       |
| K11                               | Kioto                             |                                                                                   | Shimogyō-ku                                                                       |
| K12                               | Kujō                              |                                                                                   | Minami-ku                                                                         |
| K13                               | Jujō                              |                                                                                   | Minami-ku                                                                         |
| K14                               | Kuinabashi                        |                                                                                   | Fushimi-ku                                                                        |
| K15                               | Takeda                            |                                                                                   | Fushimi-ku                                                                        |
| Enlace con las líneas de Kintetsu | Enlace con las líneas de Kintetsu | *Local: Hasta Shin-Tanabe (línea Kioto) *Exprés: Hasta Nara Kintetsu (línea Nara) | *Local: Hasta Shin-Tanabe (línea Kioto) *Exprés: Hasta Nara Kintetsu (línea Nara) |